# Episcopatul Utrecht
Episcopatul Utrecht (neerlandeză Sticht Utrecht) a fost un episcopat catolic medieval situat în regiunea Țărilor de Jos. Înființat în 695, devine un principat al Sfântului Imperiu Roman odată cu atribuirea de puteri seculare între 1024 și 1528.

## Istoric
Dioceza de Utrecht a fost înființată în 695 când Willibrord a fost numit episcop al frizonilor la Roma de către Papa Sergiu I și, cu consimțământul conducătorului franc Pepin de Herstal, s-a instalat în orașul Utrecht. În secolele următoare, dioceza a suferit atacuri repette ale vikingilor și frizonilor.
În perioada Împăraților ottonieni, episcopii de Utrecht obțin din ce în ce mai multă putere, aceștia participând din ce în ce mai des la dietele Imperiale. Astfel, în 1024 aceștia obțin puteri seculare asupra mării parți a teritoriului diocezei, devenind astfel prinți ai Imperiului. Acesta era împărțit în Nedersticht (teritoriu ce corespunde în mare parte cu actuala provincie olandeză Utrecht) și Oversticht (teritoriu ce corespunde cu actualele provincii Gelderland, Overijssel și Drenthe). Obținerea puterilor seculare a dus foarte repede la apariția de conflicte cu ceilalți seniori feudali din regiune. Cele mai importante conflicte au fost cele cu Conții de Olanda și cu Ducii de Geldern. Astfel teritoriul Veluwe a fost cucerit de Ducatul Geldern dar episcopatul a reușit să își păstreze mare parte din teritoriul Oversticht, teritoriu ce corespunde cu actualele provincii Overijssel și Drenthe.
În 1122, în urma Concordatului de la Worms, împăratul pierde dreptul de investitură al episcopilor, acesta revenind clerului din provincie. Acest lucru a făcut ca statele vecine, Olanda și Gelderen să se implice din ce în ce mai mult în alegerea episcopului, ceea ce a dus la numeroase dispute și a necesitat intervențiile repetate ale Sfântului Scaun.
În 1527, Episcopul este obligat să își vândă teritoriile și astfel puterile seculare Împăratului Carol Quintul. Acestea sunt integrate Domeniilor Habsburgice din Țările de Jos. papa Clement al VIII-lea a consimțit de asemenea, obigat de evenimente, să-i acorde acestuia și dreptul de a numii episcopii.
În 1559 episcopatul este ridicat la rang de arhiepiscopat dar odată cu reforma protestantă din Utrecht și regiunile învecinate în jurul anului 1580 arhiepiscopatul își pierde autoritatea făcând imposibilă existența sa. Acesta a fost reînființat abia în 1853. Arhiepiscopul Catolic de Utrecht este în prezent mitropolitul celorlalte 6 dieceze catolice olandeze.